# Le Trésor des Incas
Le Trésor des Incas (titre original : Crucible of Gold) est un roman écrit par Naomi Novik, publié en 2012 puis traduit en français la même année. Il est le septième tome de la série de romans de fantasy Téméraire.

## Résumé
Pour le capitaine Will Laurence et son dragon de combat Téméraire, mis à l'écart en Australie, la participation à la guerre semble compromise… Mais l'espoir de vaincre Napoléon s'amenuisant de jour en jour pour les Britanniques, le gouvernement envoie finalement un émissaire les recruter afin de négocier avec les furieux Tswana. Direction le Brésil où Laurence et Téméraire vont être confrontés à une succession de terribles catastrophes. Les dragons et leurs amis sont contraints à un atterrissage inopiné sur le territoire hostile de l'Empire inca, où les attendent de nouveaux dangers...
Alors que Laurence et Téméraire ont repris leur indépendance vis-à-vis de l'Angleterre et coulent des jours paisibles en Australie où Téméraire a commencé à se construire un pavillon, Hammond vient proposer à Laurence de réintégrer l'Aerial Corps comme capitaine, sous condition d'accepter d'aider les Portugais, alliés de l'Angleterre, contre les Tswanas (les ravisseurs de Laurence dans l'Empire d'ivoire) qui cherchent à récupérer les leurs réduits en esclavage au Brésil; et se sont ainsi alliés avec Napoléon.Laurence ne peut s'empêcher de répondre à l'appel du devoir,tandis que Téméraire, se sentant toujours coupable de la perte dugrade et de la fortune de son capitaine, y voit une trop belle occasion de se racheter.
Ils embarquent donc pour le Brésil à bord de l'Allégiance avec Granby et Iskierka, ainsi que Demane et Kulingile. Après une tempête de 5 jours qui épuise les officiers, laissant les matelots sans surveillance, ceux-ci succombent à la tentation de s'enivrer et incendient le navire par accident. Il coule corps et biens avec Riley, l'ami de Laurence, à son bord; bien que les 3 dragons aient plus ou moins réussi à sauver une partie de l'équipage avec leurs propres capitaines.
Volant plusieurs jours sans rencontrer d'aide ni de terre, ils finissent exténués par être recueillis par un transport français, qui les laisse ensuite sur une île proche du continent américain mais sans ressource pour s'en échapper. Après avoir dû faire faire face à une mutinerie, ils explorent une épave de pirates, trouvée par Demane et Emily Roland, et dont les cartes et le matériel leur permettent de quitter l'île pour rejoindre le continent.
Ils arrivent dans un pays prospère où l'or semble se trouver à foison, mais à la population humaine décimée par la maladie ; et sur laquelle les dragons règnent en maîtres, en ayant parfois tendance à se voler des hommes les uns aux autres. Laurence et sa troupe ramènent un vieil esclave à sa famille, non sans qu'Iskierka ait relevé (et gagné)le défi posé par son ancien propriétaire. Les conditions de vie semblent tellement agréables dans le pays que certains de leurs hommes désertent en chemin ! Parvenus à Cuzco, ils découvrent que le Sapa Inca, l'empereur est en réalité une femme, que Napoléon compte épouser, ce pour quoi il a divorcé de Joséphine. A l'instigation d'Iskierka, ils essaient de plutôt lui donner Granby comme mari, au grand dam de ce dernier! Mais l'arrivée in extremis de l'empereur français fait échouer leur plan: Ils s'enfuient alors pour rejoindre la colonie portugaise au Brésil et leur prêter main-forte pendant les négociations avec les Tswanas.
Ils parviennent péniblement à un accord, assez désavantageux pour les Portugais, puis à s'emparer de deux frégates françaises pendant les combats ; mais Hammond redoute tout de même la disgrâce à leur retour en Angleterre, et se lamente de la nouvelle alliance entre l'empire inca et Napoléon ; c'est alors qu'un compagnon familier de Laurence et Téméraire se révèle inopinément sous un nouveau jour pour leur proposer un autre espoir...

## Éditions
- Crucible of Gold, Del Rey Books, 6 mars 2012, 288 p.  (ISBN 978-0345522863)
- Le Trésor des Incas, Le Pré aux Clercs, coll. « Fantasy », 12 avril 2012, trad. Guillaume Fournier, 362 p.  (ISBN 978-2842284978)
- Le Trésor des Incas, Pocket, coll. « Pocket Science-fiction » no 7131, 10 octobre 2013, trad. Guillaume Fournier, 475 p.  (ISBN 978-2266237192)